# Samsung Gear Live
Samsung Gear Live - смарт-часы на базе Android Wear, анонсированные и выпущенные компаниями Samsung и Google 25 июня 2014 года. Он был выпущен вместе с LG G Watch в качестве стартовых устройств для Android Wear, модифицированной версии Android, разработанной специально для смарт-часов и других носимых устройств. Gear Live - пятое устройство, выпущенное в семействе носимых устройств Samsung Gear. Оно совместимо со всеми смартфонами под управлением Android 4.3 или выше, поддерживающими Bluetooth Smart.
Gear Live был первоначально доступен в США и Канада по цене 199 долларов США в Google Play Store, и в Google Play Store в Великобритании за £169. По состоянию на июль 2014 года Gear Live также были доступны в Австралия, Франция, Германия, Индия, Ирландия, Италия, Япония, Южная Корея и Испания..

## Оборудование
Устройство сертифицировано по стандарту IP67 для защиты от пыли и воды. Часы имеют стальной корпус и сменный 22-миллиметровый ремешок. Часы оснащены кнопкой включения и датчиком сердечного ритма.

## Программное обеспечение
Система уведомлений основана на технологии Google Now, что позволяет ей принимать, получать, передавать и в конечном итоге обрабатывать голосовые команды, отдаваемые пользователем..

## Прием
Джей Ар Рафаэль из Computerworld предпочел подсвечиваемый дисплей Gear Live по сравнению с LG G Watch, более выразительный дизайн и датчик сердечного ритма, но ему не понравилась плохая видимость на улице, трудноиспользуемое зарядное устройство, неудобный ремешок часов и то, что они включают лишнее предустановленное приложение секундомера..

## Внешние ссылки
- samsung.com/global/microsite/gear/gearlive_features.html — официальный сайт Samsung Gear Live